# Henri Tournier
Pour les articles homonymes, voir Henri Tournier (entomologiste).
Henri Tournier, né en 1955 dans les Deux-Sèvres, est un flûtiste français. Il s'est spécialisé dans la musique classique de l'Inde et la musique contemporaine.

## Biographie
Un des grands spécialistes occidentaux de la flûte bansurî, Henri Tournier fait partie de ces musiciens fascinés par la musique de l’Inde, qui en sont devenus, après un long parcours, les ambassadeurs passionnés. Il explore depuis des décennies les possibilités de cet instrument autant dans son contexte, celui de la musique classique de l’Inde du nord, que dans celui des musiques du monde et celui de la musique contemporaine occidentale.
C’est Roger Bourdin, flûtiste soliste renommé et musicien éclectique qui lui transmettra sa passion pour l’improvisation. Il suit son enseignement au conservatoire de Versailles (1er prix), puis celui de Fernand Caratgé à l'École normale de musique de Paris (Licence de concert). Lauréat de la fondation Yehudi Menuhin et de la fondation György Cziffra, Henri Tournier parallèlement à ces concerts de musique de chambre commence à développer son propre langage improvisé dans le contexte de musiques de ballets contemporains. 
Son premier contact avec la musique de l’Inde sera sa rencontre avec Sundar Rao, flûtiste de musique carnatique, puis quelques années plus tard c’est avec le sitariste Patrick Moutal qu’il découvre la musique classique du nord de l’Inde.
L’enseignement a toujours tenu une place privilégiée dans son parcours, De 1983 à 2005, il enseigne la flûte traversière au Conservatoire  du XIVe arrondissement de Paris. Sa nomination au poste de flûte traversière du CNR de l’île de la Réunion et la possibilité qui lui sera offerte de commencer à suivre l'enseignement de Pandit Hariprasad Chaurasia ainsi que celui de Pandit Malhar Kulkarni lors de multiples séjours à Bombay, marqueront le début de son changement d’orientation. Depuis 1992 il enseigne la flûte bansurî, l’improvisation et la théorie musicale indienne au côté de Pandit Hariprasad Chaurasia, au Conservatoire Rotterdam-Codarts, en tant qu’assistant et professeur invité. Il l'accompagne lors de plusieurs de ses concerts et collabore étroitement à la réalisation et l’interprétation de son concerto Adi Anant.                     
Un des rares musiciens à se réaliser tant dans la musique classique de l'Inde que dans la recherche musicale occidentale, Henri Tournier réussit à intégrer la flûte bansurî dans le répertoire contemporain en suscitant de nombreuses créations. Il multiplie les expériences musicales, rencontres et enregistrements. Depuis de nombreuses années il collabore avec le bureau de concert Accords-Croisés pour des projets autour des Musiques du Monde (Dernière parutions : CD "Souffles du Monde" & "Souffles des steppes"). 
Henri Tournier est membre de la Société française d’ethnomusicologie et titulaire du C.A. de musique traditionnelle;  il donne des conférences dans son domaine de prédilection. il enseigne l'improvisation modale dans le cadre de master classes, de stages de formation professionnelle et de résidences. Associé à de nombreuses publications (transcriptions pour "The Raga Guide" de Joep Bor édition Nimbus), il est l’auteur de l'ouvrage de référence «Hariprasad Chaurasia et l’Art de l’Improvisation» (livre-CD Codarts, publié par Accords-Croisés).
En 2016, il est nommé professeur de musique indienne au Conservatoire national supérieur de musique et de danse de Paris.

## Carrière musicale
Henri Tournier a construit son propre langage d’improvisateur et de compositeur, sous le prisme des flûtes bansurî et celui des flûtes traversières occidentales (flûtes piccolo, ut, sol, basse, octobasse). Il multiplie les expériences musicales, rencontres et enregistrements sur la scène internationale. Un des rares musiciens à se réaliser tant dans la musique classique de ľInde que dans la recherche musicale occidentale, Henri Tournier réussit à intégrer la flûte bansurî dans le répertoire contemporain en suscitant de nombreuses créations. Il multiplie les expériences musicales, rencontres et enregistrements. Depuis de nombreuses années il collabore avec le bureau de concert Accords-Croisés pour des projets autour des Musiques du Monde (Dernières parutions : CD "Souffles du Monde" & "Souffles des steppes"). 

## Discographie
- Souffles des steppes - Henri Tournier, flûtes bansurî, octobasse ; Enkhjargal Dandarvaanchig (dit Épi), voix, Morin khuur (vièle), tovshuur (luth) ; Thierry Gonar, zarb, daf, bols tibétains, cloches, crotales ; Johan Renard, violon, quinton (2017, Accords croisés AC165)

## Sources
- Site officiel d'Henri Tournier